# Église Saint-Vigor de Juaye
L'église Saint-Vigor est une église catholique en ruine située à Juaye-Mondaye, en France.

## Localisation
L'église est située dans le département français du Calvados, dans le bourg de Juaye, commune intégrée au territoire de la commune de Juaye-Mondaye créée en 1857 par la fusion de trois communes.

## Historique
Le chœur date du XIIe siècle et la nef du XIIIe. L'édifice avait été restauré au XVIIIe siècle. Les trois anciennes églises de Juaye, Couvert et Bernières-Bocage ne sont plus entretenues à la suite de la fusion des communes et des paroisses, remplacées par l'église abbatiale de Mondaye,.
L'édifice est inscrit au titre des Monuments historiques depuis le 4 novembre 1927. L'église fut restaurée par des bénévoles de l'association Chantiers Histoire et Architecture Médiévales entre 1999 et 2004.